# Розумне господарство
Газета «Розумне господарство» — всеукраїнська газета, яка виходить два рази на місяць, орієнтована на людей, що цінують корисну інформацію. Серед передплатників є багато садоводів любителів, городників, пенсіонерів, також творчі особистості, які люблять вироби своїми руками, і навіть рибалки з мисливцями, так як тематика газети різноманітна і включає в себе такі категорії: «Будьте здорові», «Людина і суспільство», "Академія кулінарії ", «Розумний сад і розумний город», «Ваш квітник», «У світі тварин», «Умілі ручки», «Хобі».

## Історія створення
Пробний випуск газети «Розумне господарство» вийшов у листопаді 2011 року, який спочатку був відправлений на поштові відділення України безкоштовно. Він включав в себе всього лише 4 сторінки, але містив цікаві статті, які припали по духу читачеві. Коли ж вийшов другий номер (перший офіційний), то на поштовому відділенні вже зібралася черга бажаючих його почитати. На сьогоднішній день налічується більше 50 000 передплатників газети і з кожним місяцем кількість продовжує зростати, так як за низьку вартість можна придбати багато корисної інформації.

## Загальні дані
- Обсяг: 32 сторінки
- Формат: А — 4
- Колір: 4 +0
- Тираж: 72120 екземплярів
- Періодичність виходу: 2 рази на місяць
- Поширення: поштова підписка
- Географічне поширення: вся Україна
- Вартість передплати: 5.92 грн. на місяць

## Категорії
Консультація юриста: 
- Пенсійні питання
- Земельні питання
- Питання спадщини та багато інших питань щодо приватної території і її документарного оформлення, які присилаються читачами.

Розумний город: 
- Поради з вирощування продуктів на городі
- Загальні відомості про овочі
- Добрива
- Полив
- Комахи шкідники
- Календар городника

Розумний сад: 
- Фруктовий сад
- Теплиці
- Плодові дерева
- Корисні поради по роботі в саду
- Календар садових робіт

Будьте здорові: 
- Поради для здорового способу життя
- Корисні продукти для підтримки здоров'я
- Рецепти при застудах
- Догляд за шкірою обличчя і тіла за допомогою натуральних продуктів

Ваш квітник: 
- Вирощування квітів
- Шкідники кімнатних рослин
- Корисні кімнатні рослини

Умілі ручки:
- Вироби своїми руками
- Як декорувати будинок за допомогою старих не потрібних речей

У світі тварин : 
- Поради фермерам з вирощування домашніх тварин
- Хвороби тварин і методи лікування
- Інтерв'ю з досвідченими фермерами

Академія кулінарії: 
- Рецепти салатів та інших страв
- Святкові страви
- Поради щодо оформлення столу

Хобі: 
- Риболовля
- Колекціонування
- Інтерв'ю

Рекламна інформація же розміщується на останній сторінці, а не на сторінках зі статтями, що не відволікає читача від корисної інформації.

## Аудиторія
Категорія передплатників найрізноманітніша від пенсіонерів і до рибалок з мисливцями, так як тематика, як самої газети, так і сайту газети «Розумне господарство» обширна, і кожен може знайти для себе корисну і цікаву інформацію.

## Додаткова інформація
Редакція газети «Розумне господарство» активно взаємодіє з читачами, відповідаючи на питання в листах і влаштовуючи часті конкурси та акції.